# 6516 Gruss
6516 Gruss este un asteroid din centura principală, descoperit pe 3 octombrie 1988, de Antonín Mrkos.